# Ihr seid ein Greenhorn, Sir!
Ihr seid ein Greenhorn, Sir! ist ein Theaterstück von Helmut Baierl nach Karl May (Winnetou I), das 1984 in Berlin im „Theater der Freundschaft“ uraufgeführt wurde.

## Handlung
Karl May aus Sachsen kommt nach Saint Louis, um sein Geld als Hauslehrer zu verdienen. Alle dort sehen in dem jungen Mann das „Greenhorn“, nicht ahnend, dass er außer lesen und schreiben auch reiten, schießen und prügeln kann; und das alles hat er bei Dresden und Pirna gelernt.
Angeheuert als Landvermesser bei der Pacific-Company, wird er bald zu dem legendären Old Shatterhand.
Eine augenzwinkernd erzählte Geschichte vor dem historischen Hintergrund des Bürgerkriegs zwischen Nord- und Südstaaten. Mit geringem dramaturgischen Aufwand auch gut geeignet für das Freilichttheater.

## Aufführungen
- Ihr seid ein Greenhorn, Sir! (Berlin 1984)[3]
- Ihr seid ein Greenhorn, Sir! (Dessau 1985)[4]

## Sonstiges
Das Stück ist im Vertrieb der Henschel Schauspiel Theaterverlag Berlin GmbH.

## Quelle
- Eintrag im Karl-May-Wiki